# فخرالدین کرت
ملک فخرالدین کرت یکی از پادشاهان برجسته خاندان آل کرت بود که پس از وفات پدرش، سلطان رکن‌الدین کهین، به قدرت رسید. او با تدبیر، شجاعت، و حمایت مردمی، نقش مهمی در تثبیت و گسترش قدرت خاندان کرت در خراسان ایفا کرد. دوران حکومت او، علی‌رغم درگیری‌های داخلی و تهدیدات خارجی، به‌عنوان یکی از دوره‌های استقرار سیاسی و رونق فرهنگی در منطقه شناخته می‌شود.

## تولد و سال های آغازین زنده گی
ملک فخرالدین کرت در اواخر سده هفتم هجری قمری، در شهر هرات به دنیا آمد. پدر او، سلطان رکن‌الدین کیهن، از شاهان مقتدر آل کرت بود و از همان کودکی، تربیت فخرالدین با نظارت مستقیم پدرش و علما و ادیبان دربار انجام شد. او در مدارس بزرگ هرات به فراگیری علوم اسلامی، فنون جنگی، زبان عربی و ادبیات فارسی پرداخت.
در جوانی، فخرالدین علاقه ویژه‌ای به یادگیری سیاست و امور نظامی نشان داد. در بسیاری از سفرهای پدرش برای سرکوب شورش‌ها یا دیدار با نمایندگان ایلخانان مغول، او را همراهی می‌کرد. چنین تجربه‌هایی باعث شد که او نه‌تنها در میدان نبرد، بلکه در امور دیوانی و سیاسی نیز مهارت بالایی به دست آورد. مورخان همچون حافظ ابرو و خواندمیر، او را مردی اهل ادب، خوش‌رفتار و بسیار فهیم توصیف کرده‌اند.

## تاج گزاری و سلطنت
پس از وفات سلطان رکن‌الدین کیهن در سال ۶۹۷ هجری قمری، ملک فخرالدین با حمایت بیشتر بزرگان و امیران خراسان، بر تخت سلطنت نشست. مراسم تاج‌گذاری او با شکوه فراوان در هرات برگزار شد. از چهره‌هایی که نقش برجسته‌ای در پشتیبانی از سلطنت او داشتند، مردی به نام نوروز، از امیرزادگان برجسته خراسان، یاد شده که در لحظات بحرانی انتقال قدرت، به یاری فخرالدین شتافت.
تاج‌گذاری فخرالدین آغازگر دوره‌ای از اصلاحات در دستگاه حکومتی، بازسازی اقتصادی و توسعه فرهنگی بود. او با ارسال نامه‌هایی به بزرگان ایلخانان، اعلام بیعت نمود تا از تهدید مغولان در امان باشد.

## سیاست داخلی
یکی از نکات برجسته حکومت ملک فخرالدین کرت، توانایی او در مدیریت داخلی بود. او با انتصاب والیان باتجربه بر شهرهایی چون نیشابور، توس، بادغیس، غزنه و قندهار، نظم و آرامش را در قلمرو خویش برقرار ساخت. شورش‌های پراکنده‌ای که در اوایل سلطنت او رخ داد، با تدبیر و بدون خونریزی خاموش شد.
فخرالدین همچنین دست به اصلاح مالیاتی زد و مالیات‌های اضافی را حذف نمود. او بسیاری از راه‌های تجاری را که در دوران مغول آسیب دیده بودند، بازسازی کرد و از کاروان‌ها حمایت نمود.

## روابط خارجی
اگرچه آل کرت در دوران فخرالدین قدرت قابل‌توجهی یافتند، اما آن‌ها همواره خود را به ایلخانان مغول نزدیک نگاه می‌داشتند تا از حملات احتمالی در امان بمانند. ملک فخرالدین هدایایی به دربار ایلخان ارغون و سپس غازان‌خان ارسال می‌کرد و نمایندگانی به تبریز می‌فرستاد.
در منابع آمده که غازان‌خان در یکی از نامه‌های خود، از عدالت و تدبیر ملک فخرالدین تمجید کرده است. همین حسن روابط موجب شد که خراسان از ویرانی‌هایی که برخی مناطق دیگر توسط مغولان تجربه کردند، در امان بماند.

## حمایت از هنر و فرهنگ
ملک فخرالدین کرت از پادشاهانی بود که علاقه زیادی به علم و ادب داشت. در دوران سلطنت او، مدارس و کتابخانه‌هایی در هرات و بلخ تأسیس شد. او شاعران، نویسندگان، و دانشمندان را به دربار خویش دعوت می‌کرد.